# サンズ・アンド・ファシネーション
『サンズ・アンド・ファシネーション』(Sons and Fascination)は、イギリスのポストパンクバンド、シンプル・マインズの4枚目のアルバム。1981年9月にリリース。

## 概要
本作よりヴァージン・レコードからのリリースで、プロデューサーも今までのジョン・レッキーに代わりスティーヴ・ヒレッジが担当した。今までの作品と比べ、よりヘヴィなサウンドを獲得し全英11位を記録。
オリジナルリリース時は『Sister Feeling Call』というアルバムが同時発売され、リイシュー盤からは『Sons and Fascination/Sister Feelings Call』のタイトルで1枚のアルバムにコンパイルして発売されている。

## 収録曲
全曲ジム・カー作詞、シンプル・マインズ作曲。

### A面
1. "Love Song" - 5:03
2. "Theme for Great Cities" - 5:50
3. "This Earth That You Walk Upon" - 5:26
4. "Sweat in Bullet" - 4:30
5. "In Trance as Mission" - 6:50

### B面
1. "The American" - 3:49
2. "20th Century Promised Land" - 4:53
3. "League of Nations" - 4:55
4. "Boys from Brazil" - 5:30
5. "Sons and Fascination" - 5:23

## 参加ミュージシャン
- ジム・カー - ボーカル
- チャーリー・バーチル - ギター
- デレク・フォーブス - ベースギター
- ブライアン・マッギー - ドラムス
- マイケル・マクニール - キーボード